# Dalton McCarthy
Pour les articles homonymes, voir McCarthy.
Dalton McCarthy (ou D'Alton McCarthy) (10 octobre 1836-11 mai 1898) est un homme politique canadien du Manitoba et de l'Ontario. Leader Orange ou protestant irlandais, il s'oppose farouchement aux Catholiques irlandais et en particulier aux Catholiques francophones. Particulièrement lors de sa croisade pour l'abolition de l'enseignement en français dans les écoles du Manitoba et en Ontario,.
McCarthy est député fédéral conservateur de la circonscription manitobaine de Cardwell de 1876 à 1878 et de la circonscription ontarienne de Simcoe-Nord de 1878 à 1891, à titre de député indépendant de 1891 à 1896 et sous l'étiquette du parti McCarthyite de 1896 jusqu'à son décès en 1898.

## Biographie
Né à Oakley Park dans le secteur de Blackrock de Dublin en Irlande, McCarthy ouvre Boulton & McCarthy précurseur du cabinet majeur d'avocat au Canada, McCarthy Tétrault. Il plaide en cour suprême dans la cause constitutionnelle Citizens Insurance Co of Canada c. Parsons afin de permettre le règlement d'un politique d'assurance contre les incendies pour deux plaignants. Cette cause permet d'affirmer la compétence provinciale en matière contractuelle. Il défend également Emily Stowe concernant l'avortement au Canada (en).
Il est militant de la Imperial Federation League qui propose l'union du Royaume-Uni et des Dominions émergeant sous un gouvernement central responsable sous un parlement impérial élu.
En 1896, il fait campagne sous son propre parti et est le seul élu de la formation. Suivant l'élection, McCarthy forge une alliance avec les Libéraux de Wilfrid Laurier. Il meurt en fonction lors d'un accident de voiture en 1898.
Son fils, Leighton McCarthy, lui succède à titre de député indépendant dans Simcoe-Nord de 1898 à 1911.
Le fonds d'archives Dalton McCarthy à Bibliothèque et Archives Canada est disponible sous le numéro de référence R4370.